# Arvell Shaw

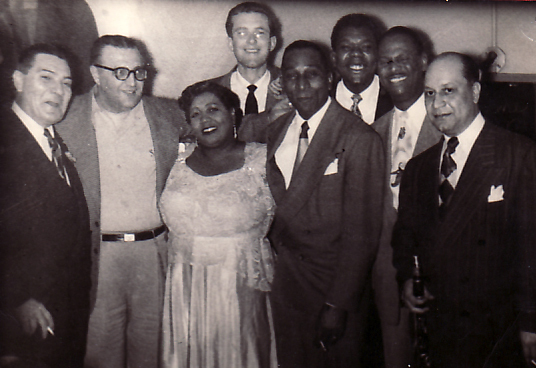
Von links: Jack Teagarden, Sandy DeSantis, Velma Middleton, Fraser MacPherson, Cozy Cole, Arvell Shaw, Earl Hines, Barney Bigard im Palomar Supper Club, Vancouver (17. März 1951)

Arvell Shaw (* 15. September 1923 in St. Louis; † 5. Dezember 2002 in Roosevelt Island, N.Y.) war ein US-amerikanischer Jazz-Kontrabassist, der vor allem durch seine Arbeiten mit Louis Armstrong bekannt wurde.

## Musikalischer Werdegang
Shaw, der in der Highschool erst Posaune und Tuba lernte, wechselte bald zum Kontrabass, mit dem er 1938–1941 erste Erfahrungen im Zusammenspiel mit Fate Marable auf den Mississippi-Raddampfern machte. Nachdem er Anfang der 1940er Jahre für drei Jahre bei den Musik-Korps der Kriegsmarine diente, wurde er 1944 von Louis Armstrong in dessen Band geholt und wurde sein Lieblings-Bassist. Er gehörte Armstrongs Bands mit Unterbrechungen bis 1965 an. Neben Velma Middleton war er der einzige Musiker, der von Louis Armstrong aus dessen Big-Band in die All-Stars übernommen wurde und blieb in allen All-Stars-Formationen vertreten.
In den Jahren 1951–1952 studierte er Komposition am Konservatorium Genf. Neben seinem Engagement bei Armstrong arbeitete Shaw mit Russ Case (1955), Benny Goodman (1958 Europa, 1962 und 1967 Lateinamerika) und über längere Zeit mit Teddy Wilson (1957–1958, gelegentlich auch später).
Im Musical-Film Die oberen Zehntausend (1956) ist Arvell Shaw in den Auftritten von Armstrongs Jazz-Band zu sehen, ebenso war das  in dem Film Noir Tödliches Pflaster Sunset Strip von 1951 bereits der Fall.
Im Anschluss an seine All-Stars-Zeit spielte er als Sideman für Sidney Bechet, Claude Hopkins, Barney Bigard, Earl Hines sowie mit Red Allen, Wild Bill Davison und Herb Hall. Darüber hinaus war er als Lehrer aktiv und spielte auf College-Tourneen sowie bei internationalen Festivals (1982 mit Lionel Hampton und Axel Zwingenberger) aber auch mit eigenen Gruppen.
In den 1980er und 1990er Jahren spielte er überwiegend in Formationen, die das Erbe Louis Armstrongs repräsentierten (wie Keith Smiths Wonderful World of Louis Armstrong, die Satchmo Legacy Band und die Armstrong Alumni Allstars) mit Doc Cheatham, Buddy Tate, Vic Dickenson, André Persiany und anderen.
Als Bandleader veröffentlichte er einzig die Aufnahme eines Live-Konzerts seiner Satchmo Legacy Band, 1991.

## Rezeption
- Der Musikjournalist Martin Kunzler bezeichnete Arvell Shaw als einen «der fortschrittlichsten Erben Jimmy Blantons». Er markiere «mit sattem Ton auf seinem Instrument die Grenzen des technisch damals als machbar Geltenden. „Er ist brillant“, kommentierte Louis Armstrong die Arbeit seines Lieblings-Bassisten».[3]
- Autor Hans-Jürgen Winkler zitiert einen Konzertbericht des Jazzmusikers und -publizisten Hawe Schneider über das Gastspiel der Armstrong-Band am 11. Oktober 1952 in Frankfurt: «Als der lange Arvell Shaw „How High the Moon“  zusammenzupft, legt sich nordisches Schweigen über die Arena. Schweigen und Staunen ob solcher Fingerfertigkeit lassen die Gästeschar erstarren.»[4]